# Ipomoea proxima
Ipomoea proxima är en vindeväxtart som beskrevs av William Botting Hemsley. Ipomoea proxima ingår i släktet praktvindor, och familjen vindeväxter. Inga underarter finns listade i Catalogue of Life.